# Juventud Radical de Argentina
La Juventud Radical (JR) es la rama juvenil de la Unión Cívica Radical, partido político de Argentina. Es uno de los grupos juveniles más antiguos del país y tuvo un rol clave en la historia del radicalismo.

## Historia

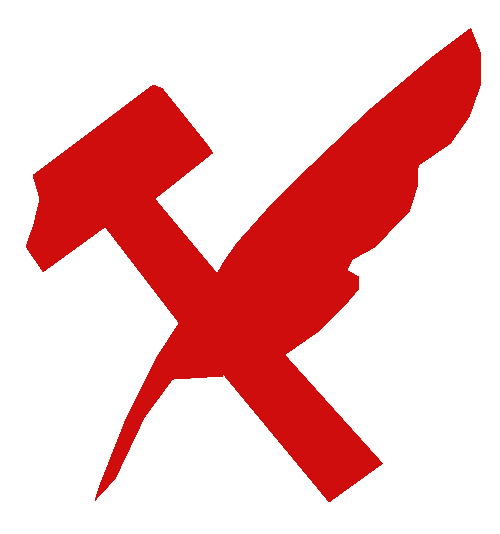
La pluma y el martillo Símbolo de la Juventud Radical.

El radicalismo argentino reconoce como antecedente a la Unión Cívica, primer partido político moderno fundado por Leandro Alem e integrado por corrientes muy diversas como las expresadas por Bartolomé Mitre, Bernardo de Irigoyen, Aristóbulo del Valle, Lisandro de la Torre, José Manuel Estrada y Juan B. Justo. Justamente, la formación de la Unión Cívica registra el impulso de un movimiento de carácter juvenil denominado Unión Cívica de la Juventud, que se manifestó en repudio del régimen del unicato del presidente Miguel Juárez Celman a partir de una convocatoria efectuada por Francisco A. Barroetaveña en un artículo titulado Tu Quoque junventus? (¿Tu también juventud?) donde ante el homenaje realizado por la juventud dorada porteña al presidente de la Nación, se incitaba a la rebeldía en defensa de los valores cívicos. 
La importancia de la juventud en la historia de la Unión Cívica Radical debe ser ponderada en relación con los diversos momentos históricos, debiéndose destacar la función de los comités de la juventud (locales y provinciales) como ámbitos de reclutamiento para los distintos roles de la organización partidaria y formación cívica.
A fines de la década del 30 y primera mitad de los 40, la Juventud Radical de la provincia de Buenos Aires liderada por Moisés Lebensohn adquiriría un rol importante en la disputa en el seno del radicalismo frente a la conducción alvearista, sobre todo tras la desaparición física del propio Marcelo T. de Alvear en 1942.
La Juventud Radical bonaerense sería justamente uno de los componentes principales de los sectores que opuestos al unionismo conformarían el Movimiento de Intransigencia y Renovación (MIR), creado en 1945.
Con la división del radicalismo en 1956/1957 una gran masa de jóvenes radicales optaron por la Unión Cívica Radical Intransigente (UCRI), liderada por Arturo Frondizi a quien llevó como candidato a presidente en las elecciones de 1958, ganándolas. Una vez en el gobierno, Frondizi adoptó un programa desarrollista que en materia como la política energética contrariaba los postulados de la intransigencia radical, y en materia educativa habilitó la enseñanza privada universitaria en la disputa laica o libre, lo que fue interpretado como contrario a la Reforma Universitaria, variación programática del gobierno de la UCRI que llevó al alejamiento de una buena parte de una generación de radicales de las filas partidarias, que en general terminaron alejados de la vida política activa, si bien con tendencia y afinidad hacia el radicalismo estructurado en la UCR, sobre todo a partir de 1983.
Tras el derrocamiento del gobierno radical de Arturo Illia en 1966 y la instalación de una dictadura militar de tipo permanente autodenominada "Revolución Argentina", la generación de radicales entre 20 y 35 años se planteó la necesidad de encontrar razones de fondo para los golpes de Estado que se sucedían en la Argentina desde 1930 y estrategias políticas para establecer un sistema democrático estable. En particular ciertos sectores juveniles del radicalismo reflexionó acerca del derrocamiento del gobierno constitucional de Arturo U. Illia, respetuoso de la legalidad democrática aún frente al plan de huelga del sindicalismo peronista, que había habilitado la participación electoral del peronismo nucleado en la Unión Popular, y que había combinado crecimiento económico con mejoramiento de los ingresos de los sectores asalariados.
Este interrogante motorizó en gran medida el surgimiento de la Junta Coordinadora Nacional de la Juventud Radical y el aglutinamiento del radicalismo en las universidades nacionales en la Agrupación Reformista Franja Morada. El proceso de rearticulación juvenil confluyó con el inicio en el viejo partido radical de un nuevo planteo interno de renovación, que culminaría en un movimiento interno que le disputaría al líder radical Ricardo Balbín la conducción del partido en 1972, denominado Movimiento de Renovación y Cambio, obteniendo la minoría en los cuerpos partidarios y perdiendo por margen estrechísimo la candidatura presidencial de la UCR en la interna radical del 26 de noviembre del citado año. Sin embargo, no puede dejar de apuntarse que un sector de la Franja Morada nucleada en la Juventud Radical Revolucionaria, con actividad en el ámbito de la Universidad de Buenos Aires exclusivamente, apoyaría -con reservas- al balbinismo, consecuencia de lo cual Rafael Pascual sería elegido vicepresidente de la juventud del Comité Capital.
Con el paso a la clandestinidad de la Juventud Peronista identificada con los Montoneros, en el clima de época de los años setenta, incluso el núcleo más izquierdista de la Juventud Radical sostuvo la validez de la política dentro de los cauces de la legalidad y por vía electoral. Durante el terrorismo de Estado iniciado desde los grupos paramilitares de la Triple A que respondían a José López Rega, Ministro de Bienestar Social de Héctor Campora, Perón y María Estela Martínez de Perón y proseguido e intensificado por la dictadura militar instalada el 24 de marzo de 1976, caracterizada por ejecutar una guerra sucia en la línea del terrorismo de Estado, la Juventud Radical, mantuvo una posición de enfrentamiento al régimen y denuncia de las violaciones de derechos humanos. Uno de sus dirigentes históricos, Sergio Karakachoff fue secuestrado, torturado y asesinado en ese momento. En 1982 la Juventud Radical fue uno de los pocos sectores políticos del país que mantuvo una posición crítica frente a la Guerra de Malvinas contra Gran Bretaña, sosteniendo que una victoria fortalecería la dictadura.
Luego del colapso del régimen militar a causa de la derrota en la guerra la Juventud Radical y el Movimiento de Renovación y Cambio se fortalecieron considerablemente dentro de la UCR, obteniendo finalmente la conducción del radicalismo. En ese proceso el papel de los sectores juveniles nucleados en la Coordinadora desempeñaron un rol fundamental, que fue notable en el proceso de apertura democrática el 10 de diciembre de 1983, llevaría a la Unión Cívica Radical al gobierno nacional con el presidente Raúl Alfonsín, en la primera derrota del peronismo en una elección presidencial. El papel protagónico desempeñado por la Juventud Radical se vio reflejado entonces en la presencia de sus líderes en altos cargos ejecutivos y legislativos.
En 1984 se constituye un Comité Nacional como máxima instancia de definición y articulación política de la Juventud Radical, conformado por tres delegados por cada provincia y por la Capital Federal, eligiéndose al diputado nacional porteño Jesús Rodríguez, dirigente de la segunda línea generacional de la coordinadora, como presidente del organismo partidario.

## Organización

### Edad de pertenencia
La Juventud Radical es integrada por todo afiliado a la Unión Cívica Radical que tenga entre 16 y 31 años (Antes era con 18, pero se ha modificado en conjunto con el nuevo régimen de votación). Existe además la categoría de adherentes para quienes se encuentren comprendidos entre los 14 y 16 años.Aunque en mínimos casos se pueden sumar menores de 14.

### Autonomía
La Juventud Radical es una organización juvenil que está dotada de una cierta autonomía dentro de la (UCR) y sus posiciones no siempre han coincidido con las políticas expresadas por las autoridades del partido, a punto tal que muchas veces a lo largo de su historia, los sectores internos renovadores de radicalismo han tenido su base en estos grupos juveniles.

### Mesa directiva y representación en los organismos de la UCR
Su órgano de conducción es la Mesa Directiva, integrada por el presidente, vicepresidentes, un secretario general y numerosas secretarias especializadas. Igualmente cuenta con representación en los organismos partidarios de la UCR "mayores" en la jerga de la JR: seis delegados a la Convención Nacional de la UCR, en cuya mesa es tradición que ocupe una secretaría un convencional por la juventud, y dos delegados al Comité Nacional que cada dos años renueva la conducción institucional partidaria.

### Autoridades del Comité Nacional de la Juventud desde 1984

#### Período 1984-1985
- Presidente: Jesús Rodríguez (Capital Federal (actual Ciudad Autónoma de Buenos Aires)
- Vicepresidente 1.º: Mario Negri (Provincia de Córdoba)

#### Período 1985-1987
- Presidente: Carlos Raimundi (Provincia de Buenos Aires)
- Vicepresidente 1.º Luis Yanicelli (Provincia de Tucumán)
- Vicepresidente 2.º:quinteros natalia (Provincia de Santa Fe)

#### Período 1987-1989
- Presidente: Luis Yanicelli (Provincia de Tucumán)

#### Período 1989-1991
- Presidente: Sergio Pardo (Provincia de Buenos Aires)

#### Período 1991-1993
- Presidente: Sergio Pardo

#### Período 1993-1995
- Presidente: Guillermo Galván (Provincia de La Rioja)
- Vicepresidente 1.º: Gustavo Maurici (Provincia de Córdoba)
- Vicepresidente 2.º: Gerardo Zamora (Provincia de Santiago del Estero)
- Secretario General: Rodolfo Bernardini (Provincia de Buenos Aires)

#### Período 1995-1997
- Presidente: José Natali (Provincia de Santa Fe)
- Vicepresidente 1.º: Gustavo López
- Vicepresidente 2.º: Hugo Baigorria

#### Período 1997-1999
- Presidente: Joaquín Losada (Provincia de Misiones)

#### Período 1999-2001
- Presidente: Pablo Javkin (Provincia de Santa Fe)
- Secretario General: Eduardo Matzkin ( Provincia de La Rioja)

#### Período 2001-2004
- Presidente: Alejandro Rabinovich (Ciudad Autónoma de Buenos Aires) (renunció a comienzos de 2003)
- Vicepresidente 1.º: Manuel Pagliaroni (Provincia del Chubut)
- Vicepresidente 2.º: Diego Rotela
- Vicepresidente 3.º: Natalio Traghetti (Provincia de Formosa)
- Secretario General: Cecilia Moreau (Provincia de Buenos Aires)

- Presidente: Manuel Pagliaroni (Provincia del Chubut) (asumió en febrero de 2003 tras la renuncia de Rabinovich)

#### Intervención
Tras el fracaso de un plenario a comienzos de 2004, la Mesa Directiva del Comité Nacional de la UCR designa interventor a Santiago López (exdiputado nacional integrante de la CONADEP) para normalizar la Juventud ese mismo año.

#### Período 2004-2006
- Presidente: Hernán Abel Rossi (Provincia de Santa Fe)
- Vicepresidente 1.º: Facundo Prades (Provincia de Santa Cruz)
- Vicepresidente 2.º: Emiliano Afara (Provincia de Córdoba)
- Vicepresidente 3.º: Alfredo Farias (Provincia del Chaco)
- Secretario General: Pablo Amador (Provincia de Tucumán)

#### Período 2006-2007
- Presidente: Emiliano Afara (Provincia de Córdoba)
- Vicepresidente 1.º: Ariel Bernatene (Provincia de Río Negro)
- Vicepresidente 2.º: Nahuel Ibazeta (Provincia de San Juan)
- Vicepresidente 3.º: Emiliano Álvarez Raso (Provincia de Chubut)
- Secretario General: Dardo Villa (Provincia de Tucumán)

#### Período 2007-2009
- Presidente: Juan Francisco Nosiglia (Ciudad Autónoma de Buenos Aires)
- Vicepresidente 1.º: Nahuel Ibazeta (Provincia de San Juan)
- Vicepresidente 2.º: Ramiro Pereira (Provincia de Entre Ríos)
- Vicepresidente 3.º: Miguel Belmonte (Provincia de Salta)
- Secretario General: Miguel Pedone (Provincia de La Rioja)

#### Período 2009-2011
- Presidente: Nahuel Ibazeta (Provincia de San Juan)
- Vicepresidente 1.º: Emiliano Álvarez Raso (Provincia de Chubut)
- Vicepresidente 2.º: Lorena Aguilar (Provincia de Entre Ríos)
- Vicepresidente 3.º: Miguel Pedone (Provincia de La Rioja)
- Secretario General: Carlos Alderete (Provincia de Misiones)

#### Período 2011-2013
- Presidente: Lucio Lapeña (Ciudad Autónoma de Buenos Aires)
- Vicepresidente 1.º: Nicolas Ais (Provincia de Río Negro)
- Vicepresidente 2.º: Marisel Lorincez (Provincia de Chaco)
- Vicepresidente 3.º: Aldo Cancinos (Provincia de Catamarca)
- Secretario General: Sofia Zuco (Provincia de Tucumán)

#### Período 2013-2015
- Presidente: Leandro Lobato (Provincia de La Pampa)
- Vicepresidente 1°: Ivan Kaluk (Provincia de Formosa)
- Vicepresidente 2°: Marcos Curletto (Provincia de Córdoba)
- Secretario General: Nicolas Ais (Provincia de Río Negro)

#### Período 2015-2017
- Presidente: Ariel Fernando Pianesi (Provincia de Misiones)
- Vicepresidente 1°: Joel Roa (Provincia de Chaco)
- Vicepresidente 2°: Diego Loza Torres (Provincia de Córdoba)
- Vicepresidente 3°: Belén Lombardi (Provincia de Mendoza)
- Secretario General: Luciana Rached (Provincia de Santiago del Estero)
- Secretario General Adjunto: Jorge Astone (Provincia de Buenos Aires)

#### Período 2017-2019
- Presidente: Luciana Rached (Provincia de Santiago del Estero)

#### Período 2019-2021
- Presidente: María Belén Pérez (Provincia de Misiones)

#### Período 2021-2023
- Presidente: Valeria Pavón (Provincia de Corrientes)
- Vicepresidente 1°: Conrado Caione (Provincia de La Pampa)
- Vicepresidente 2°: Trinidad Barda Schell (Provincia de Buenos Aires)
- Vicepresidente 3°: Tomas Mestre (Ciudad Autónoma de Buenos Aires)
- Secretario General: Tiago Puente (Provincia de Catamarca)
- Secretaria General Adjunta: Jazmín Biss (Provincia de Chubut)

#### Período 2023-2025
- Presidente: Adriano Morone (Provincia de Jujuy)
- Vicepresidente 1°: Juana Allende (Provincia de Mendoza)
- Vicepresidente 2°: Leonardo Stangaferro (Provincia de Santa Fe)
- Vicepresidente 3°: Tatiana Quiroga (Provincia de San Luis)
- Secretario General: Moisés García (Provincia de Tucumán)
- Secretaria General Adjunta: Lorena Martínez (Provincia de Corrientes)

## Afiliación internacional
A partir del 26 de febrero de 2016, en su congreso ordinario, la Unión Internacional de Juventudes Socialistas (IUSY), decidió suspender su membresía a raíz del apoyo explícito de la organización juvenil (sus delegados votaron a favor, y su presidente defendió el acuerdo), en la Convención Nacional de la Unión Cívica Radical celebrada en la ciudad de Gualeguaychu en marzo de 2015, donde se decidió acompañar y terminó llevando a la presidencia de la nación al político Mauricio Macri.